# クリスマス・イン・ザ・パーク
クリスマス・イン・ザ・パーク（英語: Christmas in the Park）は、ニュージーランドの諸都市でクリスマス直前の時季に開催されるコンサートのイベントである。
コカ・コーラのスポンサーで行われているオークランドとクライストチャーチの2都市での開催は、1994年に始まり、2008年にはそれぞれ約25万人、約10万人の集客があり、オークランドでの開催は入場無料の野外音楽イベントでは国内最大級である。イベントは音楽のライブのみでなく、花火や巨大クリスマスツリーのライトアップ展示もある。